# Земля Мілна
Земля Мілна (дан. Milne Land; гренл. Ilimananngip Nunaa) — великий острів біля східних берегів Гренландії. Розташований у затоці Скорсбісунн. Площа — 3 913 км². Має розміри близько 113 км у довжину та 45 км — завширшки. Найвища точка острова розташована на висоті 2 200 метрів над рівнем морить. Незаселений, найближчий населений пункт — Іттоккортоорміут, розташований на півострові Земля Джеймсона. Названий на честь офіцера британського королівського флоту Девіда Мілна.
| Ґренландія | Це незавершена стаття з географії Гренландії. Ви можете допомогти проєкту, виправивши або дописавши її. |